# 中央民族歌舞团

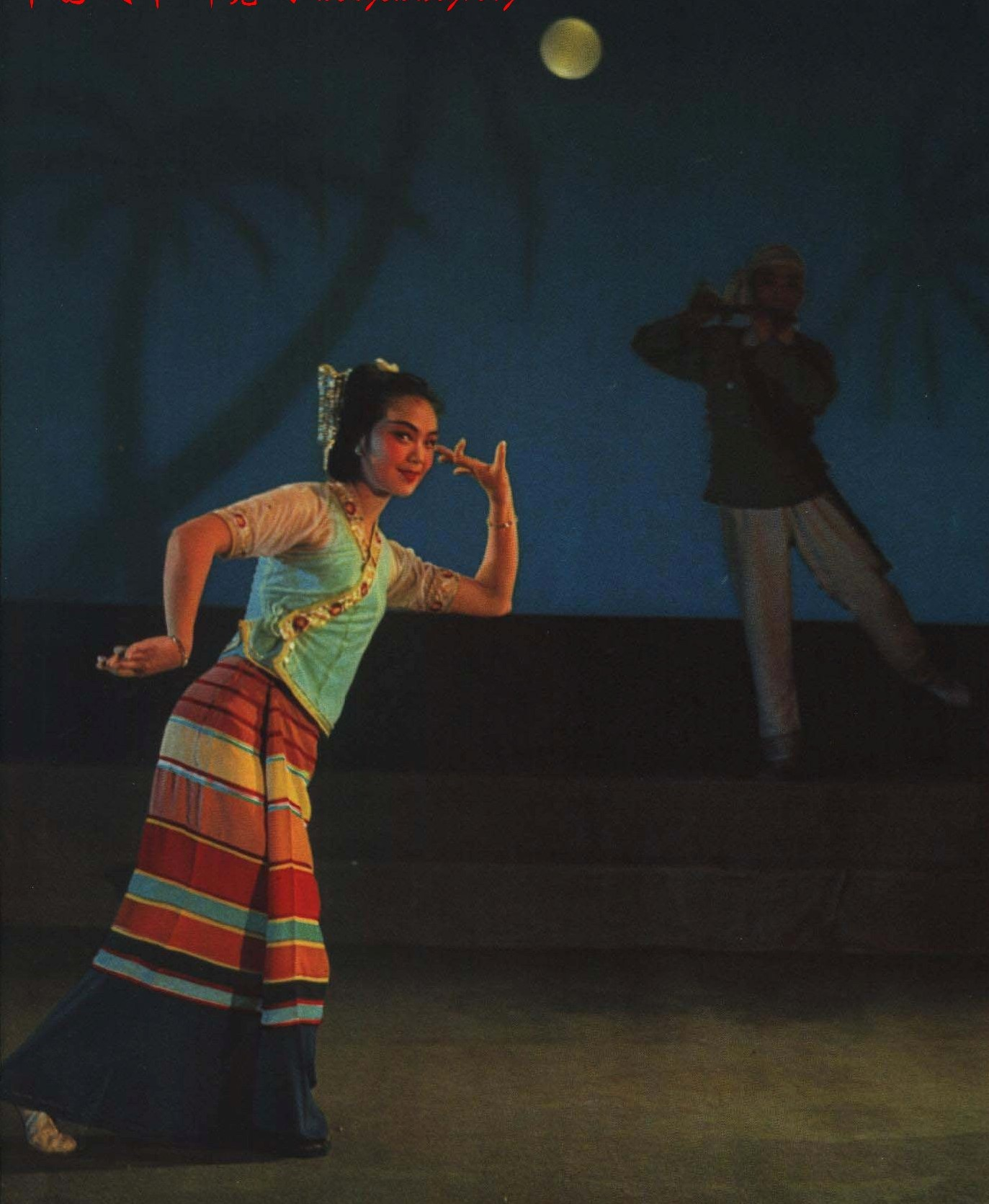
1963年中央民族歌舞团《版纳月夜》

中央民族歌舞团是唯一的中华人民共和国国家级少数民族艺术表演团体，创建于1952年9月，位于北京市海淀区中关村南大街19号。
中央民族歌舞团是国家民委的下属事业单位之一，其主要工作为继承、繁荣、发展中国少数民族文化艺术，包括向世界各地弘扬中华文化、展示中国少数民族歌舞艺术。亦作为友谊和文化交流的使者，出访港澳台地区和世界各国，推广富有民族特色和东方神韵的艺术节目。

## 机构

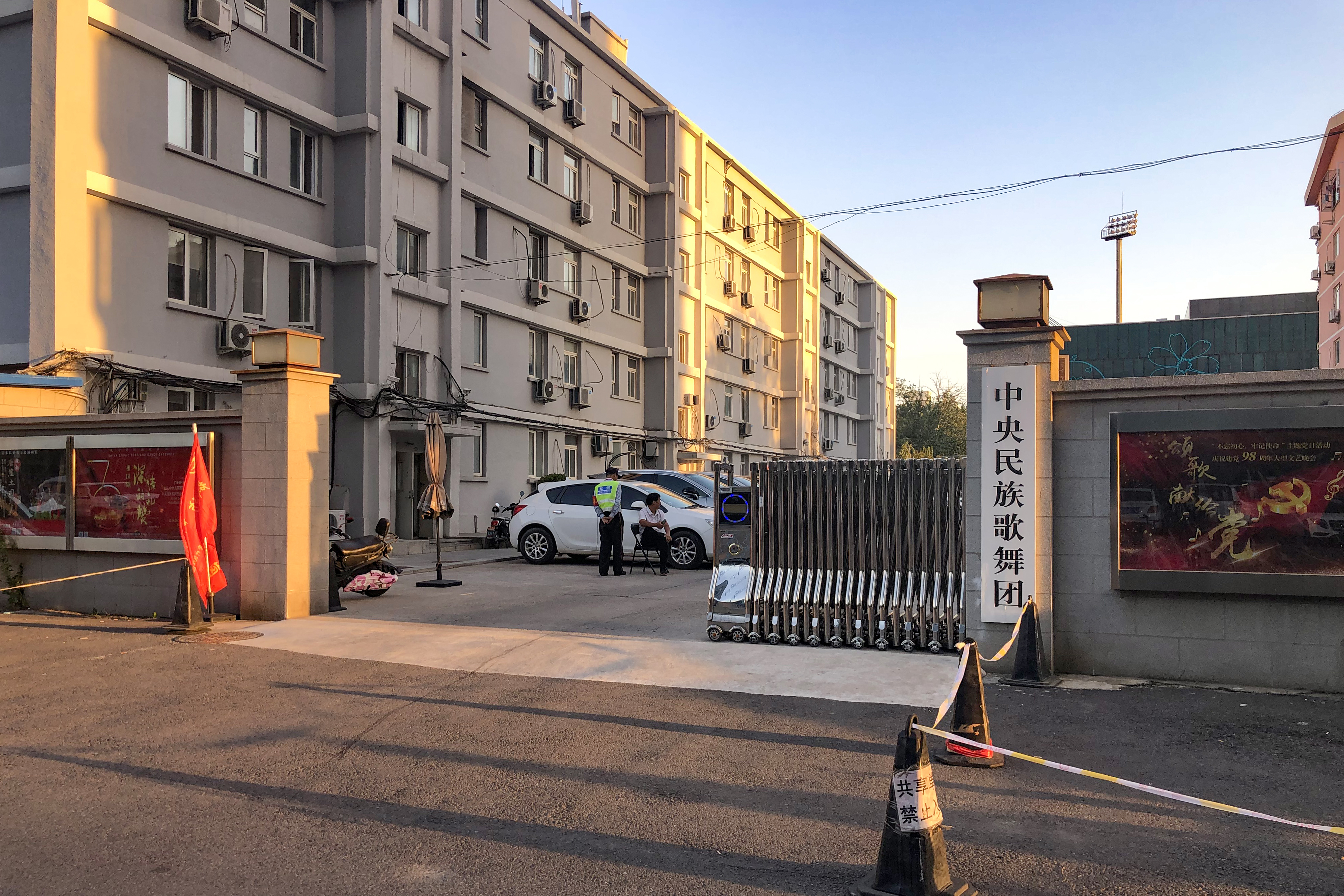
中央民族歌舞团北门

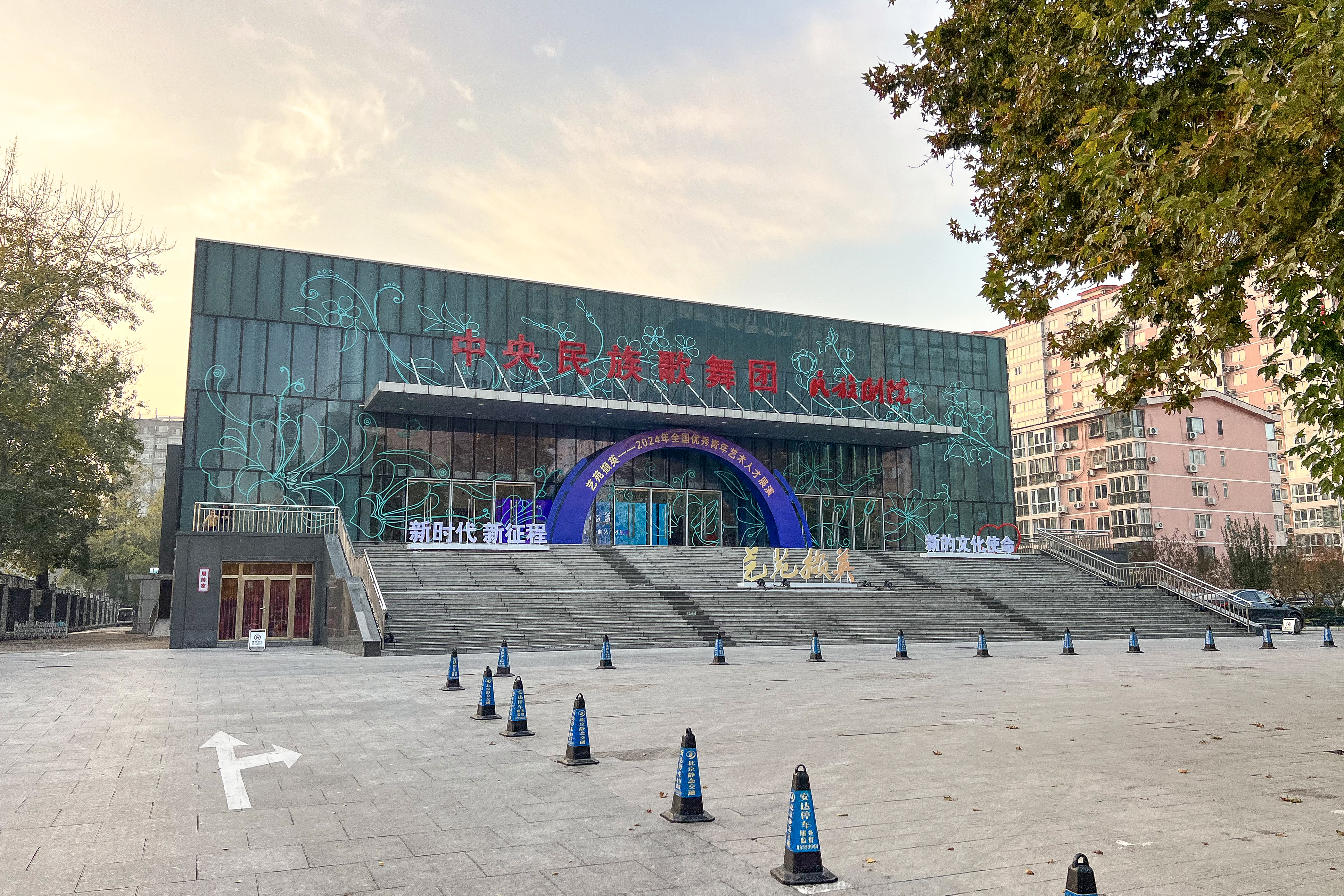
民族剧院

- 办公室、人事处、财务处、资产处、监察处、老干部处、开发管理办公室、业务处、演出处
- 工会、创作室、歌队、舞蹈队、民乐队、管弦乐队、舞美队、艺术培训中心

## 人物
- 蒋大为、德德玛、杨丽萍、腾格尔、曲比阿乌
- 刘媛媛、肉孜·阿木提、蓝剑、吴彤、彝人制造、卞英花
- 丁伟、王荣起、李沧桑

## 代表作品
- 舞蹈《草原上的热巴》、《雀之灵》、《追鱼》、《莲花女》、《火的儿女》、《红云》、《苗族青年舞》、《牧马人之歌》、《春》、《小河淌水》
- 歌曲《远方的客人请你留下来》、《壮锦献给毛主席》、《五十六个民族五十六朵花》、《骏马奔驰保边疆》、《马背上的骑手》、《蒙古人》、《我的家乡在兴安岭上》、《冬布拉弹唱》、《伽椰琴弹唱》
- 器乐曲《瑶族舞曲》、《天山的春天》、《小卜少》、《鼓魂》

## 经典剧目
- 《和谐中华》
- 《多彩的家园》
- 《天地祥云》